# Somalibuthus
Genre
Somalibuthus est un genre de scorpions de la famille des Buthidae.

## Distribution
Les espèces de ce genre se rencontrent en Somalie et au Kenya.

## Liste des espèces
Selon The Scorpion Files (26/05/2021) :
- Somalibuthus demisi Kovarik, 1998
- Somalibuthus sabae Kovarik & Njoroge, 2021

## Publication originale
- Kovařík, 1998 : « Three new genera and species of Scorpiones (Buthidae) from Somalia. » Acta Societatis Zoologicae Bohemicae, vol. 62, no 2, p. 115-124 (texte intégral).